# Lauri Anttila
Lauri Juhani Anttila, född 24 april 1938 i Uleåborg, död 9 juni 2022 i Helsingfors, var en finländsk inredningsarkitekt och media- foto- samt konceptkonstnär.
Anttila utbildades till inredningsarkitekt vid Konstindustriella läroverket 1961–1965 men hade redan tidigare genomgått konstföreningens i Lahtis skola 1959–1960 och Finlands konstakademis skola 1960–1961. Han titulerades ännu i början av 1980-talet inredningsarkitekt, även om han debuterade som bildkonstnär redan 1960.
Anttila tillhörde pionjärerna bland de finländska konceptkonstnärerna på 1970-talet, men vann erkännande först på 1980-talet. Under vandringar i Sibirien, Färöarna, Kanada och Lappland dokumenterade han naturen med sin kamera. Sina systematiska iakttagelser av bland annat ekosystemet samt människans och naturens relationer sammanställde han till utställningar som domineras av svartvita fotografier med inslag av akvareller, kolteckningar och föremål från naturen.
Anttila verkade som lärare vid Konstindustriella läroverket, Konstindustriella högskolan och Finlands konstakademis skola samt var rektor (1988–1994) och professor vid Bildkonstakademin. Han medverkade i planeringen av vetenskapscentret Heureka och skrev talrika artiklar i bland annat konsttidskriften Taide.

## Utmärkelser
- Riddartecknet av I klass av Finlands Vita Ros’ orden,  2001[2]

[Redigera Wikidata]

### Uppslagsverk
- Anttila, Lauri i Uppslagsverket Finland (webbupplaga, 2012). CC-BY-SA 4.0
- Vem och vad 1996, sid. 33–34. Helsingfors 1996. ISBN 951-50-0800-X